# Powstanie malajskie
Powstanie malajskie (ang. Malayan emergency) – wojna partyzancka toczona w latach 1948–1960 przez Armię Wyzwolenia Narodowego Malajów z siłami brytyjskiej Wspólnoty Narodów. Powstanie zakończyło się porażką partyzantów w 1960 roku. Rebelia odżyła w 1968 roku za sprawą Chin Penga, lidera Komunistycznej Partii Malezji.

## Geneza
W chwili, gdy Brytyjczycy przejęli kontrolę nad gospodarką Malajów, oparli całą gospodarkę na eksporcie cyny i gumy, co doprowadziło do znacznego wzrostu ubóstwa mieszkańców.
Załamanie gospodarki nasiliło się w trakcie II wojny światowej, a szczególnie w 1941 roku, gdy rozpoczęła się japońska okupacja Malajów. Japończycy ograniczyli eksport produktów malajskich do nieznacznej ilości wymaganej do poprawnego działania gospodarki Japonii, co niekorzystnie odbiło się na mieszkańcach Malajów utrzymujących się z eksportu surowców. Polityka Japonii doprowadziła do likwidacji wielu kopalń i plantacji kauczuku. W 1942 roku w pogrążonym kryzysem kraju doszło do poważnej klęski głodu. Pod koniec drugiej wojny światowej z Malajów wycofali się Japończycy, a do władzy powrócili Brytyjczycy. Rządy kolonialne były bezczynne wobec katastrofalnej sytuacji ekonomicznej, a w rezultacie narastał problem bezrobocia i niskich płac, ponadto stale rosły i tak wysoka inflacja oraz ceny żywności. Kryzys doprowadził do popularyzacji ruchu niepodległościowego, antybrytyjskiego, na którego czele stanęła Komunistyczna Partia Malajów. W latach 1946–1948 doszło do serii strajków, które zostały rozbite przez Brytyjczyków za pomocą masowych aresztowań i deportacji ich uczestników – tłumienie strajków doprowadziło do radykalizacji społeczeństwa.
Do pierwszego jawnego aktu agresji ze strony ruchu niepodległościowego doszło w dniu 16 czerwca 1948 roku, gdy buntownicy zabili trzech kolonialnych zarządców plantacji w Sungai Siput w stanie Perak. Administracja kolonialna za spowodowanie zabójstw z Sungai Siput oskarżyła malajskie partie lewicowe, w tym Komunistyczną Partię Malajów, w związku z czym zdecydowano o ich delegalizacji oraz dokonano serii aresztowań działaczy tych partii i osób podejrzewanych o wspieranie ich. Spowodowało to, że Komunistyczna Partia Malajów zaleciła Malajczykom przejście do zbrojnej ofensywy przeciwko kolonistom. Działacze partii wycofali się na prowincję, gdzie rozpoczęli tworzenie struktur partyzanckich. Oddziały te, nazwane później jako Armia Wyzwolenia Narodowego Malajów, były w dużej mierze kontynuacją oddziałów partyzanckich Antyjapońskiej Armii Narodów Malajów z okresu II wojny światowej (która zresztą w późniejszych etapach okupacji japońskiej była potajemnie szkolona i zbrojona przez Brytyjczyków). Choć Malajskie Ludowe Wojsko Antyjapońskie oficjalnie zwróciło swoją broń administracji brytyjskiej w grudniu 1945 roku, to w praktyce około czterech tysięcy żołnierzy formacji natychmiast zeszło do podziemia, by kontynuować walkę o niepodległość.

## Przebieg wojny

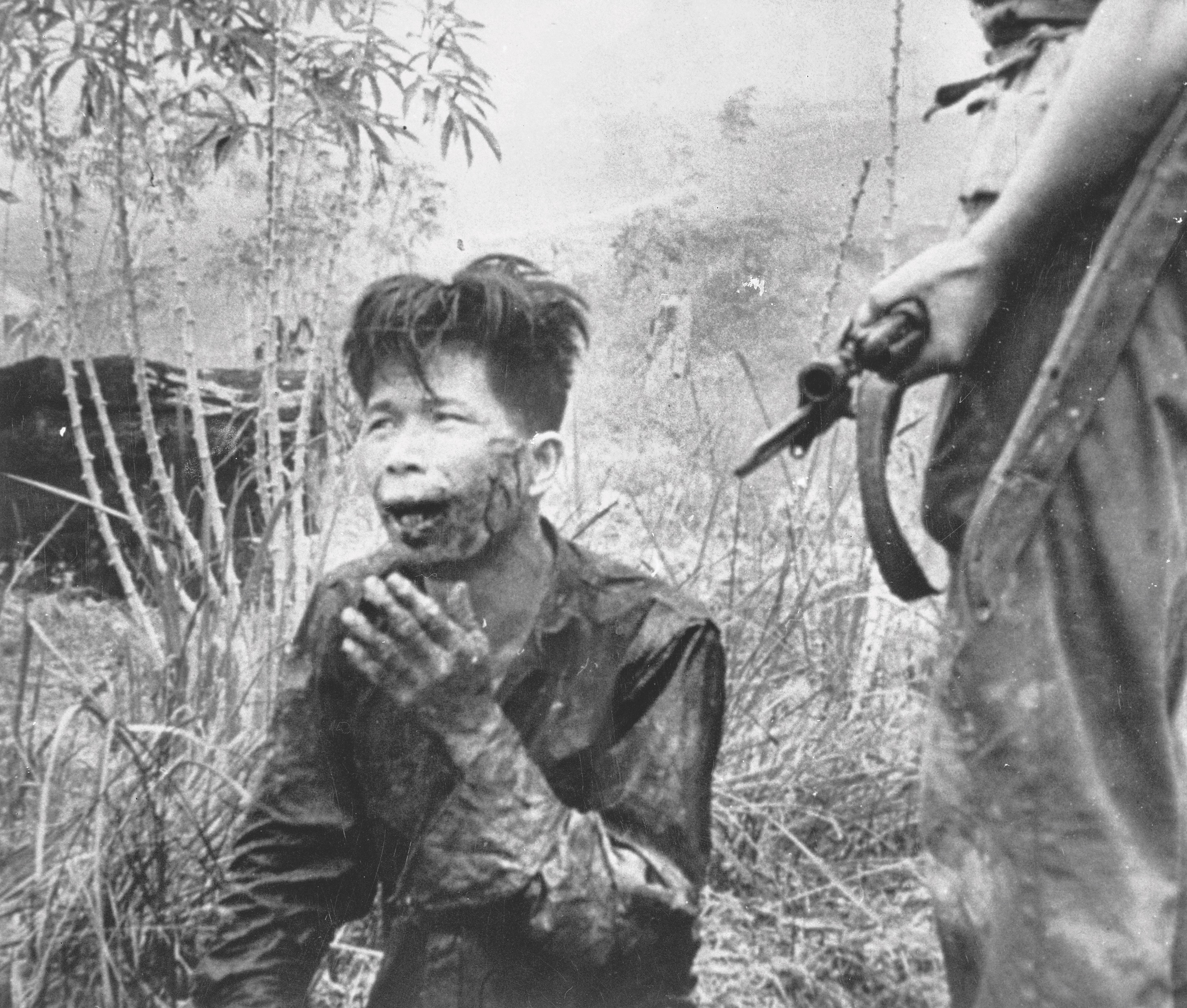
Ranny powstaniec schwytany przez brytyjskich żołnierzy w 1952 roku

Armia Wyzwolenia Narodowego Malajów w walce partyzanckiej stosowała metody walki, takie jak ataki na infrastrukturę czy plantacje kauczuku. Baza wsparcia dla partyzantów opierała się głównie na żyjących na Malajach Chińczykach, a szczególnie liczących około 500 tysięcy osób grupach dzikich lokatorów zamieszkujących głównie na skraju dżungli i pracujących jako rolnicy. Owa grupa ludności pozwalała partyzantom zaopatrzyć się w żywność, a także stanowiła źródło rekruta. Powstanie w nieznaczny sposób wsparte zostało przez ZSRR. Administracja kolonialna na powstanie zareagowała licznymi represjami wobec malajskich cywili. Brytyjczycy przeprowadzili masowe przesiedlenia ludności oskarżanej o możliwe sprzyjanie partyzantom; liczba przesiedlonych osób wynosi około pół miliona. Rząd do końca lat 50. poczynił duże postępy w tłumieniu rebelii, a w 1960 roku doprowadził do jej ostatecznego upadku. Przyczyniło się do tego m.in. użycie broni chemicznej (kwas 2,4-dichlorofenoksyoctowy i kwas 2,4,5-trichlorofenoksyoctowy) oraz brutalne metody stosowane przez wojsko brytyjskie, które, jak wykazano, dokonywało masakr cywilnych mieszkańców (których to symbolem stała się miejscowość Batang Kali), egzekucji na jeńcach, oraz stosowało tortury i okaleczanie partyzantów i osób podejrzanych o sprzyjanie im. Stłumienie rebelii ułatwił też fakt, że partyzanci byli najczęściej chińskiego pochodzenia, przez co próby stłumienia powstania były wspierane przez muzułmańskich Malajów, liczących na to, że po stłumieniu powstania Malaje uzyskają niepodległość. Od lipca 1948 roku do lipca 1960 w operacji zwalczania partyzantów, nazwanej operacją antyterrorystyczną Firedog, aktywny udział brało brytyjskie lotnictwo Royal Air Force, a także australijskie i nowozelandzkie. Do walki wykorzystywano m.in. brytyjskie i australijskie ciężkie bombowce Avro Lincoln (australijskie samoloty zrzuciły w toku operacji ponad 15 tysięcy ton bomb). Samoloty RAF wykonały 375 849 misji, tracąc 76 lotników.